# Kamienica przy ulicy Basztowej 5–5a w Krakowie
Kamienica przy ulicy Basztowej 5–5a – zabytkowa kamienica znajdująca się w Krakowie, w dzielnicy I Stare Miasto przy ul. Basztowej, na Kleparzu.
Kamienica została wzniesiona w 1879 lub 1890 roku. Zaprojektowana została przez Tomasza Prylińskiego (według rejestru zabytków architektem był Karol Borkowski). Około 1930 roku budynek został nadbudowany o trzecie i czwarte piętro.
Kamienica znajduje się na obszarze Kleparza, którego układ urbanistyczny został wpisany 25 stycznia 1984 do rejestru zabytków. Budynek znajduje się także w gminnej ewidencji zabytków.